# Dournazac
Dournazac este o comună în departamentul Haute-Vienne din centrul Franței. În 2009 avea o populație de 674 de locuitori.

## Evoluția populației
| An        | 1975  | 1982 | 1990 | 1999 | 2006 | 2009 |
| --------- | ----- | ---- | ---- | ---- | ---- | ---- |
| Populație | 1.006 | 851  | 810  | 728  | 709  | 674  |